# Chitra (voornaam)
Chitra (Devanagari: चित्र) is de Indiase naam voor een nakshatra, een van de 27 of 28 divisies waarin de hemel is opgedeeld volgens de Indiase astrologie en astronomie. Het is ook een algemene hindoe naam voor een vrouwelijk kind in India, afgeleid van het Sanskriet woord voor portret of afbeelding. Soms wordt aan meisjes geboren onder de ster Chitra (Chitirai) deze naam gegeven.

## Personen met de naam Chitra
- Chitra Gajadin, Surinaams-Nederlandse dichteres